# Friedrich Karl Arnold Schwassmann
| 435 Ella [1]          | 11 settembre 1898 |
| 436 Patricia [1]      | 13 settembre 1898 |
| 442 Eichsfeldia [1]   | 15 febbraio 1899  |
| 443 Photographica [1] | 17 febbraio 1899  |
| 446 Aeternitas [1]    | 27 ottobre 1899   |
| 447 Valentine [1]     | 27 ottobre 1899   |
| 448 Natalie [1]       | 27 ottobre 1899   |
| 449 Hamburga [1]      | 31 ottobre 1899   |
| 450 Brigitta [1]      | 10 ottobre 1899   |
| 454 Mathesis          | 28 marzo 1900     |
| 455 Bruchsalia [1]    | 22 maggio 1900    |
| 456 Abnoba [1]        | 4 giugno 1900     |
| 457 Alleghenia [1]    | 15 settembre 1900 |
| 458 Hercynia [1]      | 21 settembre 1900 |
| 905 Universitas       | 30 ottobre 1918   |
| 906 Repsolda          | 30 ottobre 1918   |
| 912 Maritima          | 27 aprile 1919    |
| 947 Monterosa         | 8 febbraio 1921   |
| 989 Schwassmannia     | 18 novembre 1922  |
| 1192 Prisma           | 17 marzo 1931     |
| 1303 Luthera          | 16 marzo 1928     |
| 1310 Villigera        | 28 febbraio 1932  |
| - [1] com Max Wolf    |                   |

Friedrich Karl Arnold Schwassmann (Amburgo, 25 marzo 1870 – 19 gennaio 1964) è stato un astronomo tedesco.
Co-scoprì con Arno Arthur Wachmann tre comete  periodiche: 29P/Schwassmann-Wachmann il 15 novembre 1915, 31P/Schwassmann-Wachmann il 17 gennaio 1929 e 73P/Schwassmann-Wachmann il 2 maggio 1930, e con Arno Arthur Wachmann e Leslie Copus Peltier la cometa non periodica C/1930 D1 (Peltier-Schwassmann-Wachmann).
L'asteroide 989 Schwassmannia porta il suo nome.